# Феррет (графство)
Графство Феррет (фр. Comté de Ferrette) или Графство Пфирт (нем. Grafschaft Pfirt) — феодальное владение в Эльзасе. Оно приблизительно соответствует Зундгау и включает в себя владения Феррет (Пфирт), Альткирш, Танн, Бельфор, Ружемон и другие. Эти территории не были смежными, но образовывали единое графство из некоторых эльзасских земель Священной Римской империи.

## История графства
Графство Феррет возникло в XII веке наряду с графством Монбельяр как часть пага Эльсгау, традиционно считавшегося самым южным пагом Эльзаса. В те времена это был франкоязычный регион.
В позднем средневековье графство Феррет стало самым западным владением Габсбургов и частью Передней Австрии. Оно граничило с французским герцогством Бургундия, и все четыре герцога Дома Валуа, которые правили с 1363 до 1477 года, предприняли множество усилий для его приобретения. Это стало предметом сложной серии брачных переговоров при первом герцоге Филиппе Смелом. В 1387 году герцог Леопольд IV Австрийский женился на Екатерине, дочери Филиппа Смелого, выполнив соглашение, достигнутое впервые в 1378 году. За это она получила арендную плату в графстве и, наконец, в 1403 году все графство, чьи военные оказали ей официальные почести 6 февраля 1404 года.
Когда Леопольд умер бездетным в 1411 году, земли унаследовал его брат Фридрих IV, который захватил графство Феррет, оставив Екатерине только два замка, одним из которых стал Бельфор. Екатерина, однако, утверждала, что все графство принадлежит ей. Ее брат, герцог Жан Бесстрашный, управлял замками от ее имени. Его владения были небольшими. В Бельфор он отправил только кастеляна, девять оруженосцев, пушку и несколько камердинеров.
Спор о статусе Феррета продолжался во времена правления сына Жана, Филиппа Доброго. В 1420 году он заключил с Екатериной соглашение, согласно которому он давал ей ежегодную выплату в размере 3000 франков и обещал помочь вернуть графство в обмен на то, что он станет наследником ее земель. Филипп начал переговоры с Фридрихом, даже угрожая войной в 1422—1423 годах, но не достиг прогресса. В те же годы между Екатериной и Габсбургами велись военные действия, но Фридриху даже удалось вернуть Бельфор под свой контроль. Екатерина умерла бездетной в 1425 году, но бургундские претензии на земли не были немедленно или окончательно отозваны.

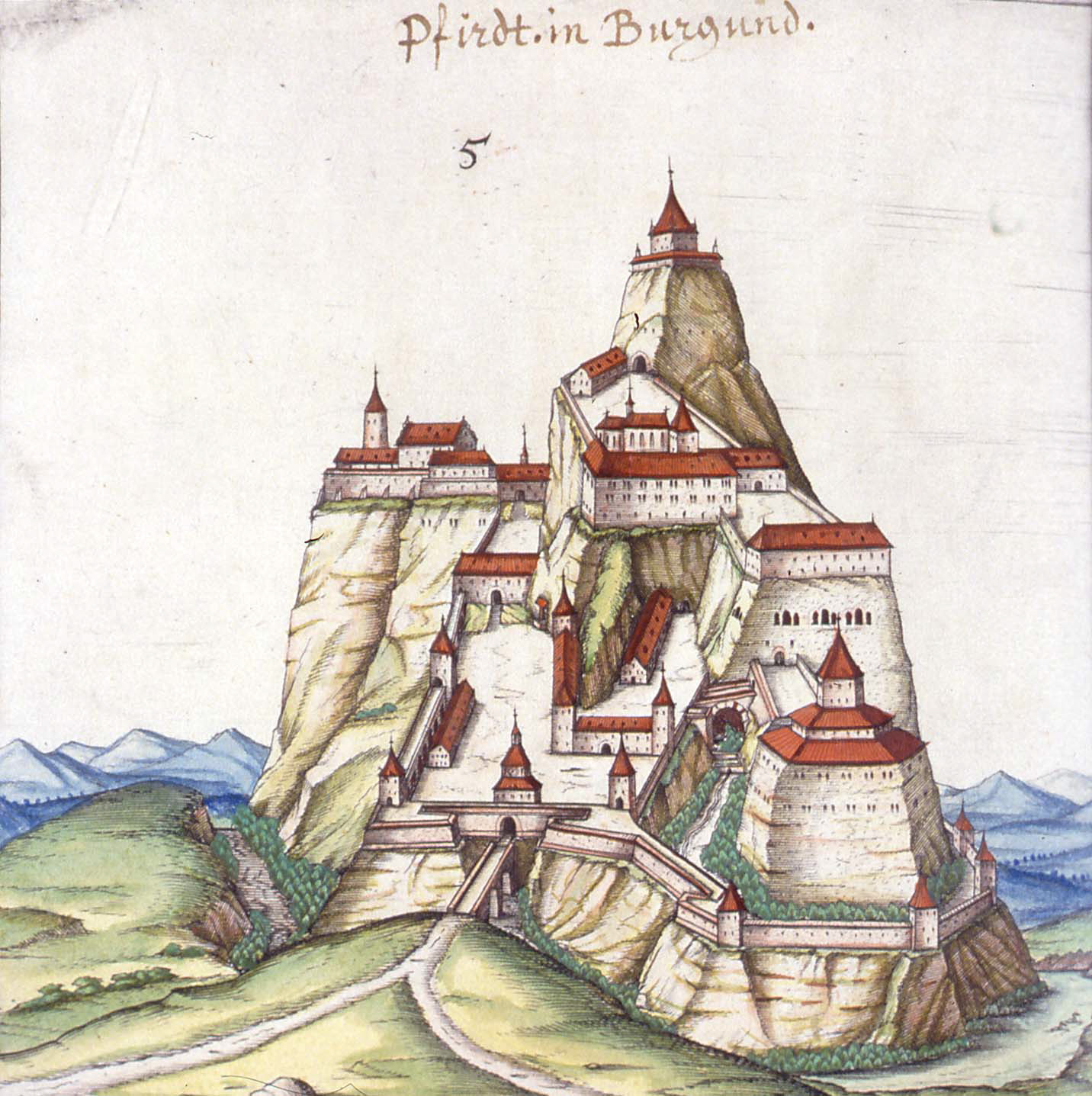
Замок Феррет, построенный в 1125 году, на гравюре 1589 года

В 1427 году в Монбельяре была проведена конференция, на которой Амадей VIII, герцог Савойский, выступил посредником в этом споре. Договор между эрцгерцогом Австрии и герцогом Бургундии, вероятно, был подписан в середине 1428 года. Тем не менее, Феррет (так как он находился на общей границе между двумя домами) стал центром боевых действий в короткой Австро-бургундской войне 1431 года. Во время войны солдаты Филиппа успешно захватили Бельфор во время ночной атаки. Перемирие было подписано в октябре 1431 года, а мирный договор — в мае 1432 года. В 1434 году Филипп отверг претензии сестры Екатерины Маргарет к графству Феррет.
9 мая 1469 года в соответствии с Сен-Омерским договором эрцгерцог Сигизмунд Австрийский заложил графство Феррет вместе с землями Верхнего Эльзаса герцогу Карлу Бургундскому, чтобы получить кредит в размере 50 000 флоринов. По условиям займа основную сумму, а также административные расходы Сигизмунду приходилось возмещать единовременно, поэтому было маловероятно, что Габсбурги когда-либо будут его погашать. Однако собственная власть Карла была ограничена тем фактом, что многие права графов были занижены Габсбургами. Например, сам город и столица графства Феррет был заложен за 7000 флоринов.

## Список графов

### Дом Скарпоннойс
- 1105—1160: Фридрих I
- 1160—1191: Людвиг
- 1191—1233: Фридрих II
- 1233—1275: Ульрих II
- 1275—1311/16: Теобальд
- 1311 / 16—1324: Ульрих III
- 1324—1351/52: Иоганна

### Дом Габсбургов
- 1324—1358: Альбрехт II
- 1358—1365: Рудольф IV
- 1365—1386: Леопольд III
- 1386—1395: Альбрехт III
- 1395—1406: Леопольд IV
- 1406—1439: Фридрих IV
- 1439—1469: Сигизмунд

### Дом Валуа
- 1469—1477: Карл
- 1477—1482: Мария

### Дом Габсбургов
- 1477—1519: Максимилиан I
- 1519—1558: Карл V
- 1558—1564: Фердинанд I
- 1564—1595: Фердинанд II
- 1595—1619: Матвей
- 1619—1623: Фердинанд II
- 1623—1632: Леопольд V
- 1632—1648: Фердинанд Карл